# Taouay (patrouilleur)
Ne doit pas être confondu avec Taouey.
Le Taouay est un patrouilleur hauturier RPB 33 vendu par Raidco Marine et construit par Ufast à Quimper pour la Marine nationale sénégalaise. Elle réceptionne le navire au mois de mars 2021 pour assurer des missions de souveraineté dans sa zone économique exclusive. Son nom provient d'une rivière canalisée (Taouey) qui relie le lac de Guiers au fleuve Sénégal.

## Conception
D'une longueur de 33 m sur 6,53 m de large, la coque du Taouay est en matériaux composites (verre/résine ou CVR) et sa superstructures en aluminium afin de réduire sa masse et donc la puissance et la consommation requises par la propulsion. Il est constitué de deux moteurs diesels de 1 100 kW qui garantissent une vitesse d'environ 22 nœuds (40,7 km/h) en pointe. Le navire est armé de deux mitrailleuses de 12,7 mm. Il peut déployer une embarcation rapide semi-rigide de 6,2 m d'une capacité de 5 personnes grâce à une rampe située à l'arrière du bâtiment. Il est également doté d'une passerelle surélevée panoramique,,.

## Fonctions
La principale mission du Taouey est d'assurer la souveraineté sénégalaise dans sa zone économique exclusive, laquelle s'étend sur 212 000 km2 le long de 700 km de côtes. Cette tâche nécessite toute la polyvalence du navire qui inclut la police des pêches, le contrôle de la pollution, la recherche, l'assistance et le sauvetage en mer, la lutte contre la piraterie, le terrorisme, la contrebande et les trafics illicites (de drogue et d'armes principalement). Il est capable de rester environ 5 jours en opération sans ravitailler et atteindre jusqu'à 1 500 milles marins (2 778 km),,. Il a également une capacité de sauvetage de 300 personnes réparties sur quatre radeaux et un matériel médical pour l’assistance de blessés en mer.

## Historique
Le Taouay est la septième unité du type RPB 33 et le deuxième réceptionné par la Marine sénégalaise (après le Ferlo) le 30 mars 2021 ; les marines ivoirienne et togolaise possèdent également des patrouilleurs de ce type. Il quitte Quimper le 3 avril, en direction de Dakar, avec une escale technique à Agadir. Avec l'arrivée de Macky Sall à la tête de l'État du Sénégal en 2012, ce navire s’inscrit dans la nouvelle stratégie du pays en faveur du renforcement de ses moyens navals pour assurer la souveraineté et la protection de ses eaux. L'achat de ce patrouilleur rentre également dans le cadre du renouvellement de la flotte sénégalaise qui compte de nombreux bâtiments issus des décennies 1970 et 1980.